# Jeff Miller (homme politique)
Pour les articles homonymes, voir Jeff Miller et Miller.
Jefferson Bingham Miller, dit Jeff Miller, né le 27 juin 1959 à St. Petersburg (Floride), est un homme politique américain. Membre du Parti républicain, il est élu du 1er district congressionnel de Floride à la Chambre des représentants des États-Unis de 2001 à 2017.

## Biographie
Jeff Miller est originaire du comté de Pinellas en Floride. Il est diplômé de l'université de Floride en 1984. Durant sa carrière, il est successivement agent immobilier et adjoint au shérif du comté de Gilchrist.
Il est élu à la Chambre des représentants de Floride de 1998 à 2001.
Le 16 octobre 2001, il est élu à la Chambre des représentants des États-Unis à l'occasion d'une élection partielle provoquée par la démission de Joe Scarborough. Il représente le 1er district de Floride, un district conservateur de la Panhandle. De 2002 à 2014, il est réélu tous les deux ans avec plus de 68 % des voix. Du 112e au 114e Congrès, il préside la commission de la Chambre des représentants sur les vétérans.
En mars 2016, il annonce qu'il ne sera pas candidat à un neuvième mandat aux élections de novembre.